# Isąg (osada)
Isąg – dawna osada leśna w Polsce, położona w województwie warmińsko-mazurskim, w powiecie ostródzkim, w gminie Łukta. Miejscowość wchodziła w skład sołectwa Pelnik.
W 1974 r. do sołectwa Pelnik (Gmina Łukta, powiat ostródzki) należały: wieś Pelnik, leśniczówka Isąg, leśniczówka Skwary.

## Młyn Isąg
Być może jest to osada Młyn Isąg (niem. Eisingmühle). Jeszcze przed rokiem 1560 w pobliżu jeziora Isąg (wtedy zapisane jako Eising) dobra ziemskie miał niejaki Salomon. Od jego imienia wzięła nazwę od osada Salomonsgut. Później osada została opuszczona a ziemie stały się ugorem. W 1560 opuszczone dobra, obejmujące 4 włóki, zobowiązał się przejąć młynarz Matz Müller (noszący także drugie nazwisko Düringk). Z własnych środków miał zbudować młyn i tartak. Kolejne 4 włoki otrzymał w akcie lokacyjnym od księcia Albrehta razem z zezwoleniem na wycinkę drzew na cele budowlane. W późniejszych dokumentach figuruje jako Matz Düring, zmarł w 1609 roku. Żaden z jego synów nie został uznany za godnego spadkobiercę dlatego młyn przeszedł w obce ręce. Ale w roku 1664 młyn należał już do Christopha Düringa.

## Współczesność
Według mapy niemieckiej z początku XX w. na wschód od jeziora Isąg (Eissing) była osada z młynem Eissings Mühle na południowym brzegu rzeki Pasłęka około pół kilometra od wypływu jej z jeziora Isąg. Obecnie w tym miejscu nie ma zabudowań. Drugi młyn znajdował się na południe od wyżej wymienionego na dopływie do Pasłęki, obecnie jest to osada Nowy Młyn.